# گلن اسکارپلی
گلن اسکارپلی (انگلیسی: Glenn Scarpelli؛ زادهٔ ۶ ژوئیهٔ ۱۹۶۶) بازیگر و خواننده اهل ایالات متحده آمریکا است.
از فیلم‌ها یا مجموعه‌های تلویزیونی که وی در آن‌ها نقش داشته‌است، می‌توان به آن‌ها همگی خندیدند، سوگلی، داستان‌های شگفت‌انگیز و امروز رو بچسب اشاره نمود.